# Miles Morales
Miles Gonzalo Morales (/məˈræləs/) là một nhân vật hư cấu, một siêu anh hùng xuất hiện trong các cuốn truyện tranh Mỹ xuất bản bởi Marvel Comics. Anh là một trong những nhân vật được gọi là Người Nhện, được tạo ra vào năm 2011 bởi nhà văn Brian Michael Bendis và nghệ sĩ Sara Pichelli, với sự đóng góp của biên tập viên trưởng lúc bấy giờ của Marvel Axel Alonso. Nhân vật sở hữu sức mạnh tương tự như sức mạnh của Người Nhện ban đầu, có nguồn gốc từ vết cắn của một con nhện được biến đổi gen bởi kẻ thù của Người Nhện Norman Osborn nhằm cố gắng nhân đôi những khả năng đó.
Là chàng trai tuổi thiếu niên mang hai dòng máu của cha người Mỹ gốc Phi và mẹ người Puerto Rico, Miles Morales là Người nhện thứ hai xuất hiện trong Ultimate Marvel, một dấu ấn với một sự liên tục riêng biệt từ Vũ trụ Marvel được gọi là Ultimate Universe (Earth-1610), xuất hiện lần đầu trong Ultimate Fallout #4 (tháng 8 năm 2011), sau cái chết của Ultimate Peter Parker. Anh đã xuất hiện trong loạt truyện tranh Ultimate Comics: Spider-Man, và sau khi Marvel kết thúc ấn bản Ultimate năm 2015, Miles trở thành một nhân vật trong Vũ trụ Marvel chính (Earth-616), bắt đầu câu chuyện dưới thương hiệu All-New, All-Different Marvel ra mắt cùng năm đó, với người đồng cấp Earth-616 ban đầu của Miles, Ultimatum hung ác, ra mắt trong Spider-Men II năm 2017.
Phản ứng với nhân vật rất đa dạng. Một số, bao gồm cả người đồng sáng tạo Người Nhện, Stan Lee, đã tán thành việc tạo ra một hình mẫu tích cực cho trẻ em da màu. Những người khác bày tỏ sự không hài lòng với việc thay thế Peter Parker, với việc The Guardian, Fox News, và Culture Map Houston báo cáo rằng một số người hâm mộ coi quyết định này là nỗ lực của Marvel Comics để thể hiện đúng đắn về chính trị và việc giới thiệu một Người Nhện thiểu số chỉ đơn giản là trò chơi đóng thế công khai để thu hút nhiều độc giả hơn, một cáo buộc mà Alonso đã bác bỏ. Alexandra Petri của The Washington Post kêu gọi đánh giá nhân vật dựa trên chất lượng câu chuyện của anh, điều này đã nhận được những đánh giá tích cực.
Do sự nổi tiếng của nhân vật, Miles Morales đã được chuyển thể trên nhiều phương tiện truyền thông bên ngoài truyện tranh. Nhân vật này không phải là nhân vật chính trong loạt phim truyền hình hoạt hình Ultimate Spider-Man, nhưng sau đó đã được thêm vào dàn diễn viên chính, như một Người Nhện thay thế từ một vũ trụ khác được lồng tiếng bởi Donald Glover trong mùa ba và Ogie Banks trong mùa bốn, giờ có tên là Kid Arachnid. Nadji Jeter lần đầu lồng tiếng nhân vật trong series hoạt hình của Disney XD Spider-Man (2017–20), và đóng lại vai này trong loạt trò chơi điện tử Marvel's Spider-Man được phát triển bởi Insomniac Games, và Marvel Ultimate Alliance 3: The Black Order (2019). Nhân vật là nhân vật chính của loạt phim hoạt hình Spider-Verse sản xuất bởi Sony Pictures Animation, với Shameik Moore lồng tiếng nhân vật trong bộ phim đoạt Giải Oscar Spider-Man: Into the Spider-Verse (2018), cũng như các phần hậu truyện Across the Spider-Verse (2023) và Beyond the Spider-Verse (2024).

## Năng lực va khả năng
Điện, tơ